# 余戸駅
余戸駅（ようごえき）は、愛媛県松山市余戸中6丁目にある伊予鉄道郡中線の駅である。駅番号はIY27。
郡中線の交通結節点に指定されている主要駅。緊急時の区間運転では折り返し駅となる。

## 歴史
- 1896年（明治29年）7月4日：南予鉄道によって開業。
- 1900年（明治33年）5月1日：合併により伊予鉄道の駅となる。
- 2014年（平成26年）11月20日：大規模リニューアル工事開始[2]。
- 2015年（平成27年）
  - 2月28日：バリアフリー化工事が完了し、供用を開始。
  - 3月26日：駅舎改良工事が完了し、供用を開始[3][4]。

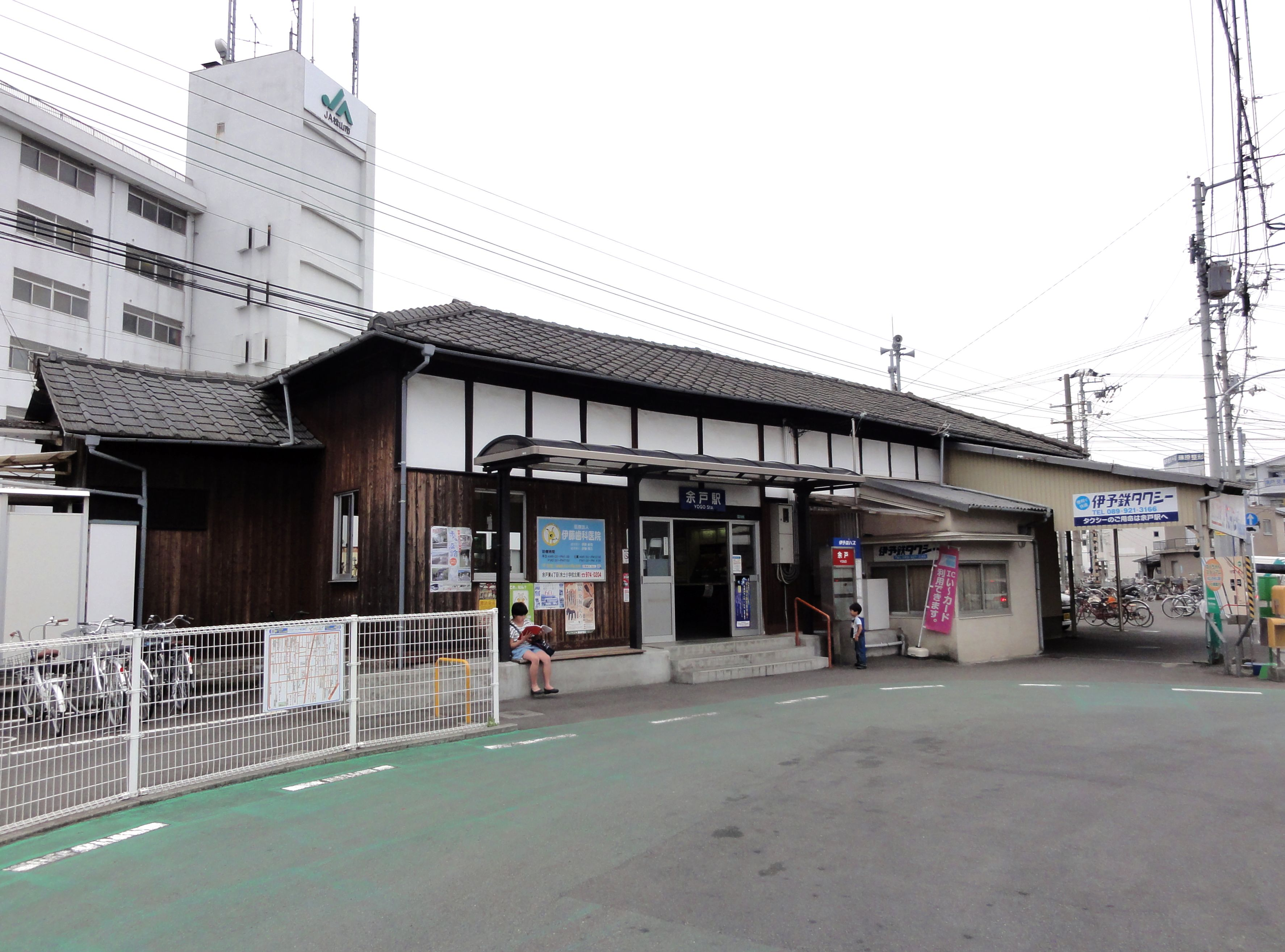
旧駅舎（2012年）
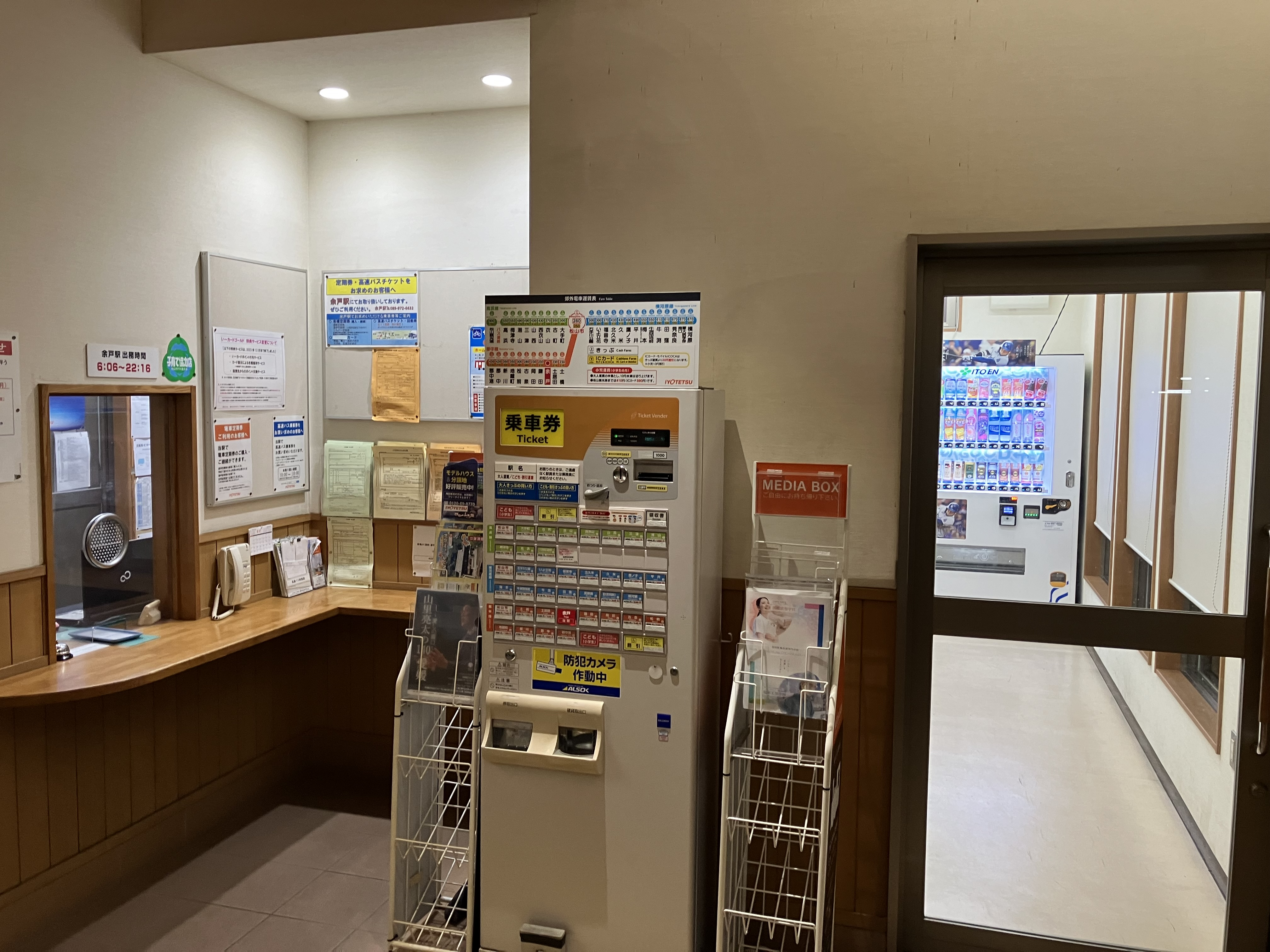
切符売場、改札口（2025年6月）

## 駅構造
相対式ホーム2面2線を有する地上駅で、有人駅である。朝ラッシュ時には当駅で列車交換するダイヤが組まれている。かつては3番線まであったが撤去され、その跡地は花壇になっている。

### のりば
| 番線 | 路線    | 行先             |
| ---- | ------- | ---------------- |
| 1    | ■郡中線 | 松山市方面       |
| 2    | ■郡中線 | 松前・郡中港方面 |

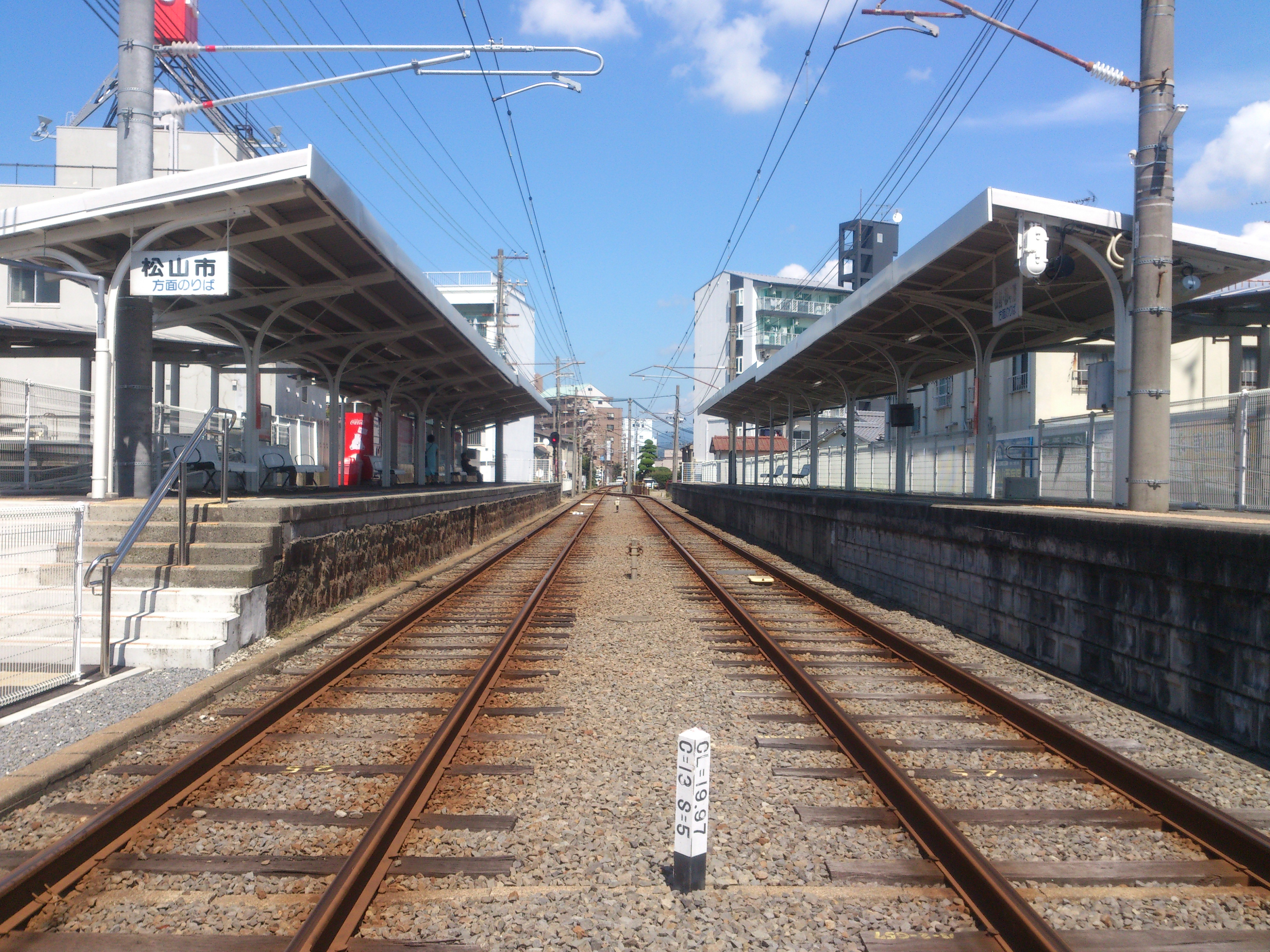
ホーム（2015年9月）
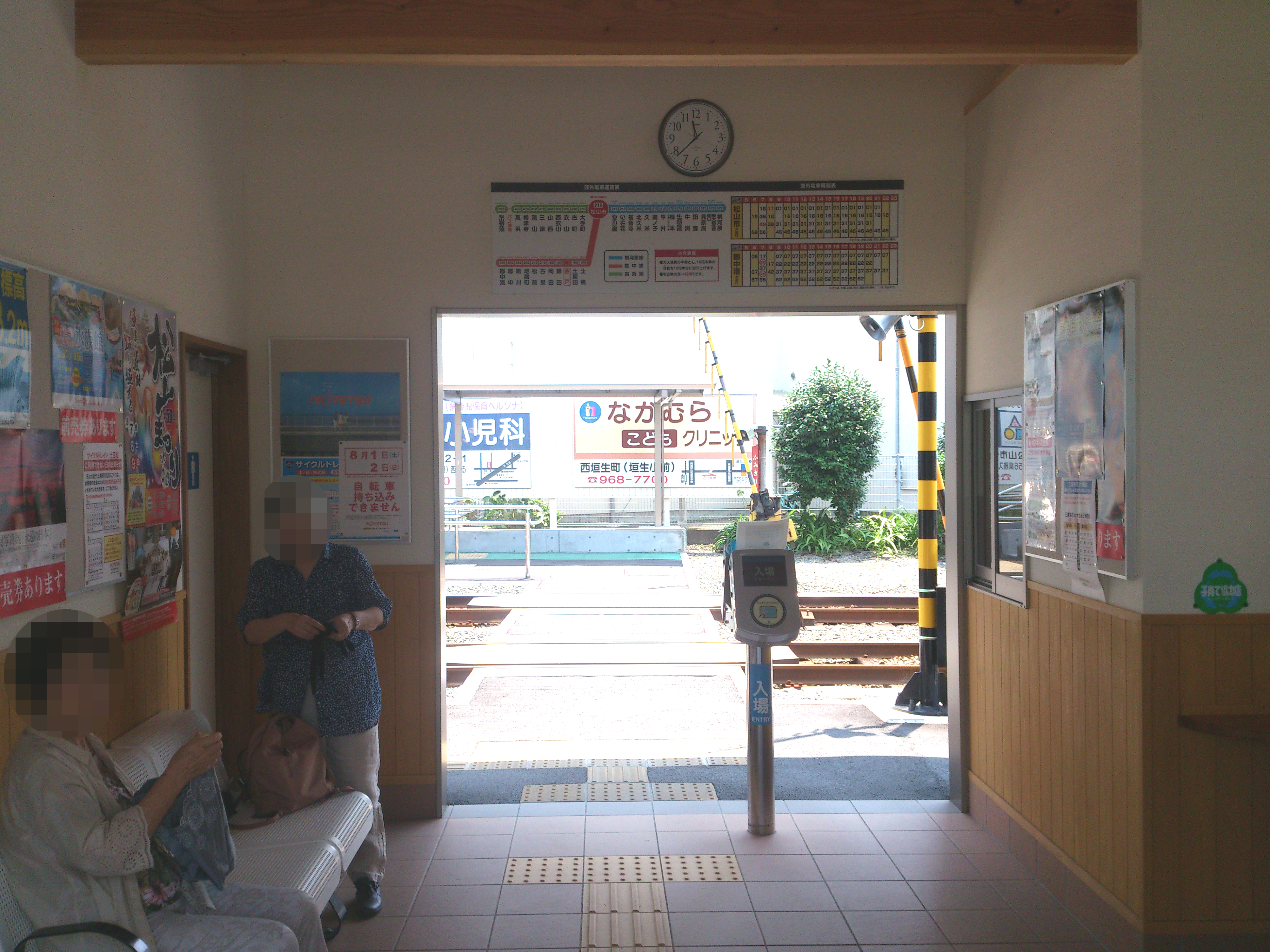
駅舎内と構内踏切（2015年8月）

## 駅周辺
周辺は郊外型住宅街であり、駅前には金融機関店舗やいくつかの商店があるが、商店街を形成するまでには至っていない。
- 松山市役所余土支所
- 松山東警察署余戸交番
- 松山余戸郵便局
- 松山市立余土小学校
- マルヨシセンター 余戸店
- 伊予鉄バス「余戸」停留所 - 駅前

## 隣の駅
伊予鉄道
■郡中線
土居田駅 (IY26) - 余戸駅 (IY27) - 鎌田駅 (IY28)